# Mchewek
El mchewek o m 'chewek és un tipus de pastisset d'estil oriental pertanyent a la cuina d'Algèria i que, amb el tcharak, són els pastissets estrella de la ciutat d'Alger. Tenen l'aspecte de petites boletes cobertes de l'amines d'ametlla i decorats amb una cirera confitada. La pasta està feta d'ametlles polvoritzades, ou i sucre; sovint aromatitzada amb pell de llimona ratllada, i estan cuits al forn. De vegades es presenten dins de bases de paper com les dels bombons o petites magdalenes.
El seu nom significa "ple d'espines" en argot local. Es mengen tradicionalment als grans esdeveniments familiars (casaments i naixements) i religiosos. Sembla que aquests pastissets estarien influïts de la cuina otomana. A algunes persones els poden recordar els panellets, especialment la variant de mchewek de pinyons, que substitueix les làmines d'ametlla exterior per pinyons de pi.